# 臨時給
臨時給（りんじきゅう）とは、規定外の年官を臨時に給与すること。

## 概要
平安時代中期頃から見られ、『寛平御遺誡』には中納言以上に内舎人を給したことが記されているが、制度としてはこの時期に整備されたと考えられている。当初は親王・女御などの生計に資するために判官以下の官職に限って給したが、後には院や三宮、大臣などに支給対象が広げられ、支給される役職も権守や介などにも広げられた（ただし大臣は掾・大舎人に制限された）。これは正規の年官であった目や史生などへの応募者が減少したことにより、そこから上がる任料収入の不足に対応したものであった。また京官の判官や武官などには武士や下級官人からの志望が多かった。初期の頃には院宮王臣家に対する優遇策であったが、本来の年給の対象であった目や史生の応募の減少とともにその代替としての要素を強くしていった。また、成功が盛んになるとともに両者の区別がつかなくなっていった。